# Gélannes
Gélannes é uma comuna francesa na região administrativa de Grande Leste, no departamento de Aube. Estende-se por uma área de 12,13 km². Em 2010 a comuna tinha 743 habitantes (densidade: 61,3 hab./km²).